# Рива-Вальдоббія
Рива-Вальдоббія (італ. Riva Valdobbia, п'єм. La Riva) — муніципалітет в Італії, у регіоні П'ємонт, провінція Верчеллі.
Рива-Вальдоббія розташована на відстані близько 570 км на північний захід від Рима, 90 км на північ від Турина, 70 км на північний захід від Верчеллі.
Населення — 264 особи (2014).

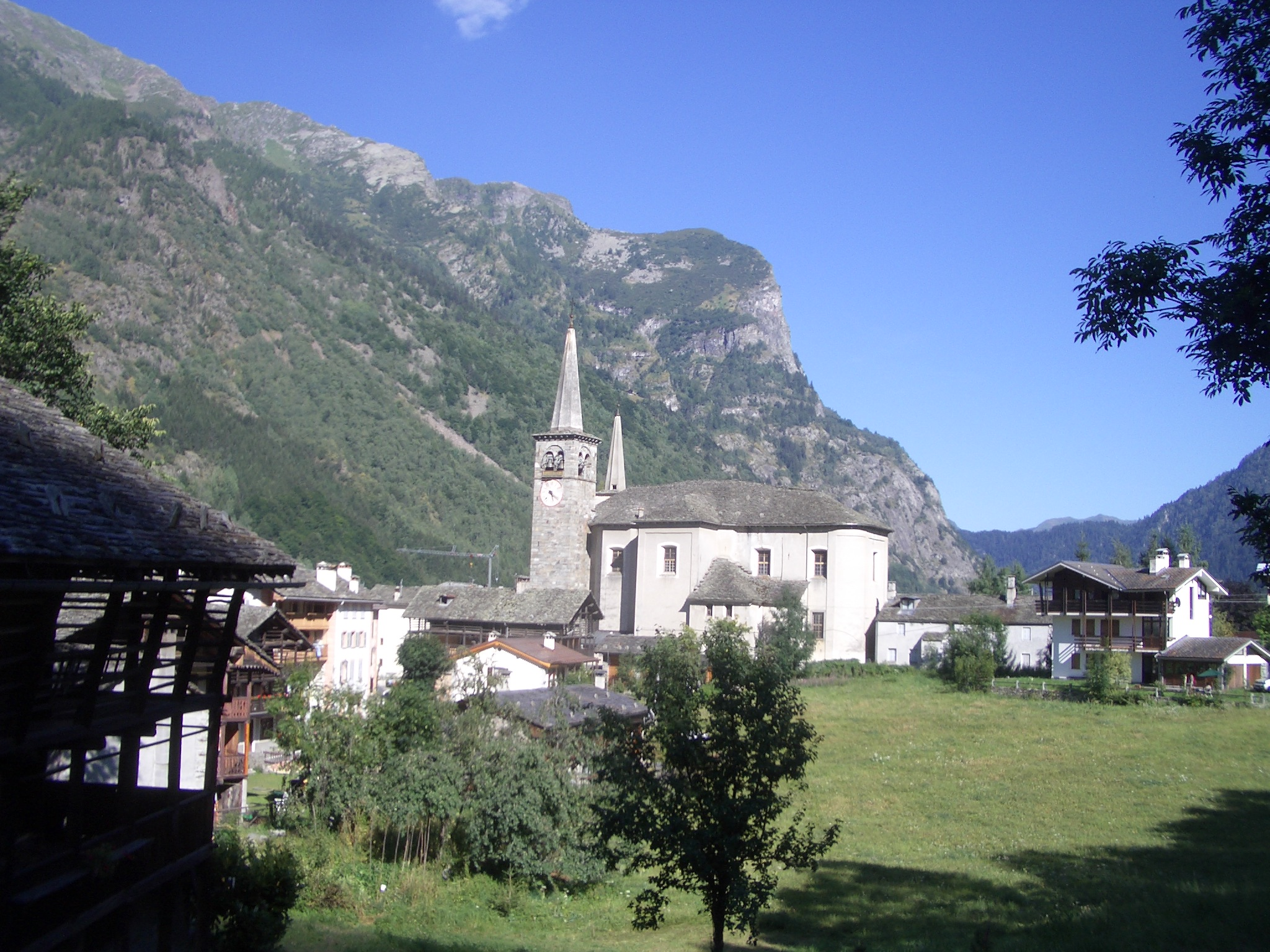

Щорічний фестиваль відбувається 29 вересня. Покровитель — святий Михайло.

## Демографія
Населення за роками:

Станом на 31 грудня 2014 року в муніципалітеті офіційно проживало 10 іноземців з 5 країн, серед них 8 громадян країн Євросоюзу.

## Сусідні муніципалітети
- Аланья-Вальсезія
- Кампертоньо
- Грессоней-Ла-Триніте
- Грессоней-Саїнт-Єан
- Моллія
- Расса
- Рима-Сан-Джузеппе